# Marcel Carpentier (acteur)
Pour les articles homonymes, voir Marcel Carpentier et Carpentier.
Marcel Carpentier est un acteur français, né à Paris le 26 juillet 1892 et mort à Nice le 5 janvier 1960.

## Filmographie
- 1921 : Le Cœur magnifique - "Horoga / Zwischen werb und dienst"  de Séverin Mars et Jean Legrand - film tourné en deux époques -
- 1927 : Le Sous-marin de cristal de Marcel Vandal
- 1928 : L'Eau du Nil / La Femme la plus riche du monde de Marcel Vandal
- 1928 : Peau de pêche de Jean Benoît-Lévy et Marie Epstein
- 1929 : L'Héritage de Lilette de Michel du Lac
- 1931 : La Chauve-souris de Carl Lamac et Pierre Billon
- 1931 : Circulez ! de Jean de Limur
- 1931 : Marions-nous (Sa nuit de noces) de Louis Mercanton
- 1931 : Le Roi du cirage de Pierre Colombier
- 1931 : Le rosier de Madame Husson de Dominique Bernard-Deschamps
- 1931 : Une nuit à l'hôtel de Léo Mittler
- 1931 : Une nuit au paradis de Carl Lamac et Pierre Billon
- 1931 : Un homme en habit de René Guissart et Robert Bossis
- 1931 : Casimir de Roger Capellani - court métrage -
- 1931 : L'Indéfrisable de Jean de Marguenat - court métrage -
- 1932 : La Chauve-Souris de Pierre Billon et Carl Lamac
- 1931 : Je serai seule après minuit de Jacques de Baroncelli
- 1932 : Colette et son mari de André Pellenc
- 1932 : Ma femme... homme d'affaires de Max de Vaucorbeil
- 1932 : Plaisirs défendus de Alberto Cavalcanti - court métrage -
- 1933 : C'était un musicien de Fred Zelnik et Maurice Gleize
- 1933 : Le Mari garçon de Alberto Cavalcanti
- 1933 : Ah ! Quelle gare ! de René Guissart
- 1933 : Le Petit Roi de Julien Duvivier
- 1933 : Un soir de réveillon de Karl Anton
- 1933 : Une fois dans la vie de Max de Vaucorbeil
- 1933 : Une heure de rêve de Joseph Tzipine - court métrage -
- 1933 : Une petite femme en or de André Pellenc - court métrage -
- 1934 : Le Billet de mille de Marc Didier
- 1934 : La crise est finie de Robert Siodmak
- 1934 : Le Dernier Milliardaire de René Clair
- 1934 : Sapho de Léonce Perret
- 1934 : Les Amoureux de Colette de André Pellenc - court métrage -
- 1935 : Quadrille d'amour  de Richard Eichberg et Germain Fried
- 1935 : Golgotha de Julien Duvivier
- 1935 : La Kermesse héroïque de Jacques Feyder
- 1935 : Une nuit de noces de Georges Monca et Maurice Kéroul
- 1935 : Le Père La Cerise de Robert Péguy - moyen métrage -
- 1936 : Jacques et Jacotte de Robert Péguy
- 1936 : L'Homme du jour de Julien Duvivier
- 1936 : J'arrose mes galons de René Pujol et Jacques Darmont
- 1936 : Les Maris de ma femme de Maurice Cammage
- 1936 : Le mioche de Léonide Moguy
- 1936 : Moutonnet de René Sti
- 1936 : Le Cauchemar de Monsieur Berignon de Raymond Robert et Marcel Paulis - moyen métrage -
- 1936 : Le Fantôme de Pierre Schwab - moyen métrage -
- 1938 : Accord final de J. Rosenkranz / I.B Bay
- 1938 : Café de Paris de Yves Mirande et Georges Lacombe
- 1938 : Grand-père de Robert Péguy
- 1938 : Katia de Maurice Tourneur
- 1938 : Petite Peste de Jean de Limur
- 1938 : Trois Artilleurs à l'opéra d'André Chotin
- 1939 : Le Chasseur de chez Maxim's de Maurice Cammage
- 1939 : Le Château des quatre obèses de Yvan Noé
- 1940 : L'Acrobate de Jean Boyer
- 1940 : Le Collier de chanvre de Léon Mathot
- 1941 : Ne bougez plus de Pierre Caron
- 1941 : Pension Jonas de Pierre Caron
- 1941 : L'Escalier sans fin de Georges Lacombe
- 1941 : La Vie de plaisir de Albert Valentin
- 1944 : Cécile est morte de Maurice Tourneur
- 1944 : Le Mystère Saint-Val de René Le Hénaff
- 1945 : Le Capitan de Robert Vernay - film tourné en deux époques -
- 1945 : Le Père Serge de Lucien Ganier-Raymond
- 1946 : Le Beau Voyage de Louis Cuny
- 1946 : Le Chanteur inconnu d'André Cayatte
- 1946 : Dernier Refuge de Marc Maurette
- 1946 : Au temps des fiacres / Locomotion 1942 de Jean-René Legrand - court métrage -
- 1951 : Alice au pays des merveilles de Clyde Geronimi - dessin animé, uniquement la voix -
- 1957 : Bartleby, l'écrivain de Claude Barma (téléfilm)

## Théâtre
- 1932 : Une femme ravie de Louis Verneuil, Théâtre de Paris
- 1933 : Ma sœur de luxe d'André Birabeau, mise en scène André Lefaur, Théâtre de Paris
- 1941 : Trois jeunes filles nues, opérette en 3 actes, livret de Yves Mirande et Albert Willemetz, musique de Raoul Moretti, Théâtre Marigny[2]
- 1952 : L'Amant de madame Vidal de Louis Verneuil, mise en scène de l'auteur, Théâtre Antoine